# 하이브리드 자전거

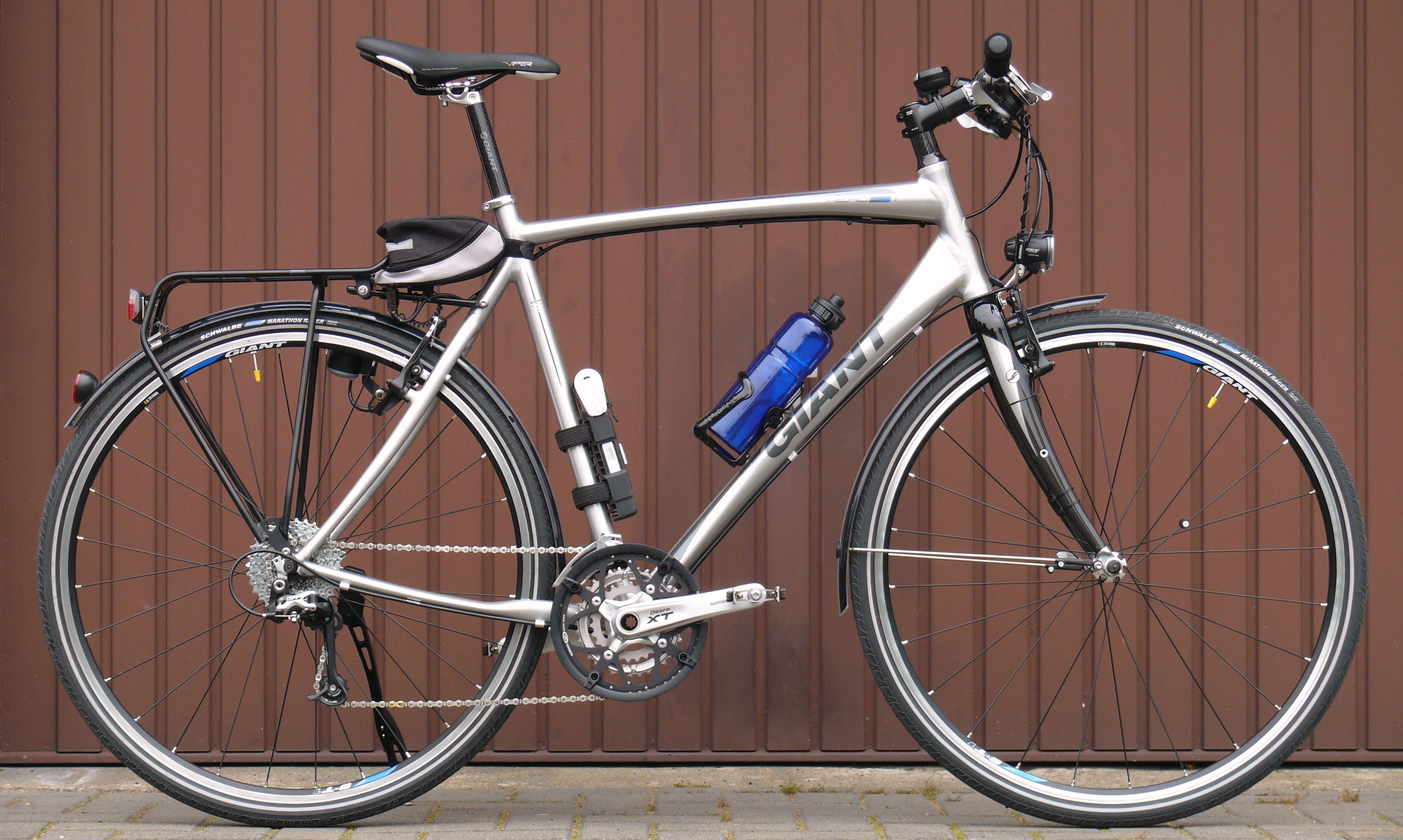
사이클로크로스 하이브리드 자전거.

하이브리드 자전거(Hybrid bicycle)는 산악자전거(MTB)와 로드바이크가 합쳐진 자전거이다. 몸체(프레임)은 로드바이크의 형태를 적용했고 포지션은 MTB와 유사하다.

바퀴(휠셋)은 로드바이크의 사이즈와 같다. 로드바이크의 단점으로 지적되는 허리를 과도하게 숙이는 자세와, 상대적으로 속도를 내는 것이 다른 자전거들에 비해 힘든 산악자전거의 단점을 개선하기 위해 개발되었다.